# Pseudophilautus malcolmsmithi
Pseudophilautus malcolmsmithi é uma espécie de anfíbio da família Rhacophoridae. Foi endémica do Sri Lanka.